# Джон Тенні
Джон Тенні (англ. Jon Tenney; нар. 19 грудня 1961) — американський актор, відомий завдяки своїй ролі агента Фріца Говарда в серіалі TNT «Шукачка» (2005—2012).

## Освіта
Тенні народився в Принстоні, штат Нью-Джерсі. У 1984 році здобув ступінь бакалавра в області драми і філософії в коледжі Вассар. Потім, у 1986—1990 роках, він також навчався акторській майстерності в Джульярдській школі драми.

## Кар'єра
Популярним Джон став завдяки участі в постановці режисера Майка Ніколса The Real Thing. Після цього він почав працювати на телебаченні, де зіграв ролі у серіалах: «Закон для всіх» (1990—1991), «Хороша компанія» (1996), «Південний Бруклін» (1997—1998) і «Будь собою» (1999—2000). На великому екрані Тенні з'явився у фільмах «Тумстоун: Легенда Дикого Заходу» (1993), «Лессі» (1994), «Поліцейський з Беверлі-Хіллз 3» (1994), «Ніксон» (1995), «Фантом» (1996), «Дурні завжди поспішають» (1997), «Музика з іншої кімнати» (1998) і «Можеш розраховувати на мене» (2000). Також він знявся з Крістін Ченовет в її ситкомі 2001 року «Крістін», який пізніше був закритий після одного сезону. Тенні фактично знявся у серіалах на кожному з каналів телебачення США, і всі вони були закриті після одного сезону.
З 2005 по 2012 рік, впродовж семи сезонів, Тенні знімався у ролі чоловіка героїні Кіри Седжвік у її серіалі на каналі TNT «Шукачка». Цю ж роль він повторив в спін-офф шоу під назвою «Особливо тяжкі злочини», який стартував у 2012 році, але на нерегулярній основі. На того ж, у нього були другорядні ролі в серіалах «Жіноча бригада», «Брати і сестри» і «Новини». У 2013 році Джон Тенні також зіграв головну роль в серіалі TNT «Кінг і Максвелл», який також був закритий після одного сезону. Незабаром після цього він приєднався до телесеріалу Шонди Раймс «Скандал» у другорядній ролі коханця для героїні Белламі Янг.
2019 року знявся в американському фільмі жахів «Я тебе бачу».

## Особисте життя
З 1994 по 2003 рік Джон Тенні був одружений з актрисою Тері Гетчер, у них є спільна дочка Емерсон Роуз Тенні, яка народилася в 1997 році.